# Wayne and Shuster
Wayne and Shuster va ser un duet còmic canadenc format per Johnny Wayne i Frank Shuster. Van estar actius professionalment des de principis dels anys quaranta fins a finals de la dècada de 1980, primer com a actuacions en directe, després a la ràdio, després com a part de The Army Show que va entretenir les tropes a Europa durant la Segona Guerra Mundial i després a la televisió tant al Canadà com als Estats Units.
Wayne (nascut Louis Weingarten; 28 de maig de 1918 – 18 de juliol de 1990) i Shuster (5 de setembre de 1916 – 13 de gener de 2002) eren força coneguts al Canadà, i van ser els convidats més recurrents d'Ed Sullivan, ja que van aparèixer 67 vegades al seu xou. Malgrat els continus suggeriments per traslladar-se als Estats Units i continuar llurs carreres, el duo va decidir quedar-se al Canadà.

## Inicis
Wayne i Shuster van néixer al mateix barri de Toronto (Ontario, Canadà), i es van conèixer a l'escola primària.:20 En 1931, quan estudiaven al Harbord Collegiate Institute, van actuar a la seva primera sortida junt amb la seva tropa de Boy Scouts,:142 i, com a part del club escolar de drama, van continuar entretenint als companys. Tots dos van estudiar a la Universitat de Toronto, on van escriure i van interpretar com a "Shuster and Wayne".

## Ràdio

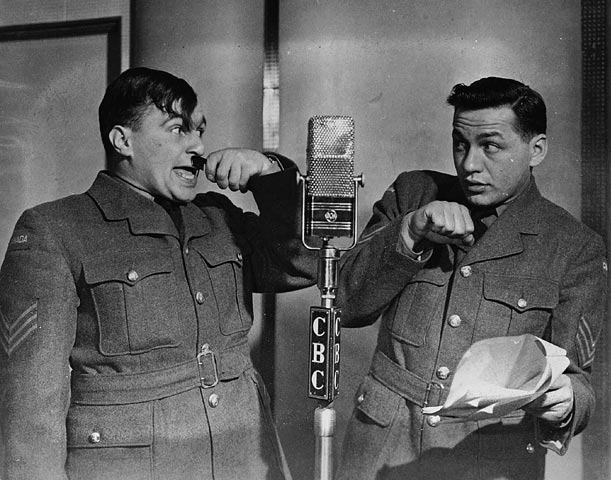
Actuant a The Army Show a CBC Radio durant la Segona Guerra Mundial

En 1941 van fer el seu debut a la ràdio CFRB amb el seu propi espectacle, The Javex Wife Preservers, pel qual se'ls va pagar 12,50 dòlars per setmana per dispensar consells domèstics d'una manera divertida.:143 Llur popularitat a la CFRB la va convertir aleshores en la ràdio més escoltada a Toronto, i aviat foren contractats per Trans-Canada Network de la Canadian Broadcasting Corporation (CBC) com a part del "Blended Rhythm Show" de Buckingham Cigarette.:143
Es van allistar a l'Exèrcit Canadenc el 1942 i van ser assignats immediatament a The Canadian Army Radio Show, que es va produir a Montreal.:144 Shuster i Wayne van escriure la major part de la música, lletres i sketches i van formar part d'un repartiment amb els cantants Jimmie Shields i Raymonde Maranda. L'espectacle de ràdio va ser un èxit, convertit en The Army Show, una versió de gira que es va obrir a Toronto a l'abril de 1943 amb èxit popular. Time Magazine el va denominar "un espectacle de soldat altament esperançador, sempre simpàtic, sovint luxós ... Dos sergents de Toronto, Frank Shuster, de 26 anys, i Johnny Wayne, de 24 anys, havien escrit un llibre pobre, algunes melodies alegres i lletres." La revista va viatjar a través del Canadà el 1943 per entretenir a les tropes i ajudar amb la venda de bons de guerra, i va incloure una parada a la conferència de Quebec. A més de Shuster i Wayne, el repartiment va incloure el cantant Roger Doucet, Brian i Dennis Farnon, Denny Vaughan, i Lois Hooker (qui més tard, com a Lois Maxwell, va protagonitzar Miss Moneypenny en catorze pel·lícules de James Bond). A la fi de 1943, la revista es va dividir en cinc unitats i va ser enviada a Anglaterra per entretenir les tropes. Shuster i Wayne van preparar de nou la major part del material per a totes les unitats, i van ser assignats a una unitat que seguia les tropes canadenques a França després del dia D. El duo sovint es presentava prou a prop de les primeres línies que havien d'enfrontar amb franctiradors, i fins i tot van tenir una trobada relativament a prop amb una bomba volant V-1.:143
Després de la desmobilització, Shuster i Wayne retornaren a Toronto i començaren a The RCA Victor Show a CBC Radio. Un executiu de publicitat va suggerir que "Wayne & Shuster" sonava millor que "Shuster & Wayne". Com que l'ordre dels seus noms no era important per cap dels dos, van acceptar el canvi. (Alex Barris va recordar més tard que tenien una oficina a CBC amb dues portes: una deia "Wayne & Shuster", l'altra "Shuster & Wayne".) La seva popularitat va créixer ràpidament i CBC va canviar el nom del seu programa de ràdio a The Wayne & Shuster Show. Pel 1950 el seu públic setmanal canadenc era de 3 milions. També van començar a fer-se un nom als Estats Units quan van ser contractats per fer una sèrie de ràdio per substituir The Life of Riley de William Bendix en un descans estival en 1947.:144

## Televisió
Wayne & Shuster van aparèixer per primera vegada a la televisió el 1950, però no al Canadà, que no va tenir xarxa de televisió fins a 1952. El seu patrocinador de ràdio, Toni Home Permanent, també va patrocinar un programa de televisió estatunidenc, Toni Twin Time, a càrrec de Jack Lemmon. El patrocinador va demanar al duo que aparegués regularment al programa de televisió, que no estava bé. Després de dos espectacles, un executiu patrocinador els va demanar que prenguessin les funcions de presentació de Lemmon, que era jove, sense experiència i, òbviament, nerviós. Tanmateix, no estaven segurs sobre aquest nou mitjà de televisió i van rebutjar l'oferta.:144
En 1952 el productor de CBC Mavor Moore els va proposar fer un espectacle de comèdia en viu a la nova xarxa de televisió de CBC, però després de veure a Milton Berle tractar tots els detalls de la il·luminació, el so, la música i el públic mentre emetia en directe des de Nova York, els dos estaven encara més preocupats per les exigències de la televisió en directe. Van acordar fer una aparició en un programa de televisió de CBC el 1952 a Montreal, però van rebutjar l'oportunitat de produir un espectacle regular a Toronto. Wayne va dir: "Nois, vosaltres no sabeu res de la televisió. Nosaltres tampoc. Per què no esperem fins que tots dos sàpiguen alguna cosa al respecte?".:145
Dos anys més tard, el 1954, finalment van acordar presentar un programa d'humor regular a CBC.:145 En 1955, en un dels seus espectacles, van presentar una parodia shakespeariana anomenada "Rinse the Blood Off My Toga", que també van presentar a la televisió britànica el mateix any.:20 Remescla literària de William Shakespeare i Mickey Spillane, l'esquetx mostra un investigador privat romà de novel·la negra contractat per Brutus perquè investigui l'assassinat de Juli Cèsar durant els idus de març. Com a la majoria de llurs guions, "Rinse the Blood Off My Toga" va assumir que el públic tenia coneixement pràctic de la història, Shakespeare i, de vegades, fins i tot de llatí. El 1958, en resposta a la inauguració del festival de Stratford a Stratford (Ontario), van crear "A Shakespearean Baseball Game", escrit en pentàmetres iàmbics i parelles de rimes, i amb línies preses de Hamlet i Macbeth. ("O, what a rogue and bush league slob am I!... O, curséd fate, that I, who led the league, should bat .208.") En els darrers anys, van considerar que era el seu guió preferit.:153
Lorraine Thomson, que sovint va aparèixer en les seves emissions en directe als anys cinquanta, va denominar a la seva escriptura "una mena d'intersecció entre un sentit de l'humor britànic més erudit i el sentit de l'humor més vodevilià americà. Tractaven el seu públic amb respecte".:147

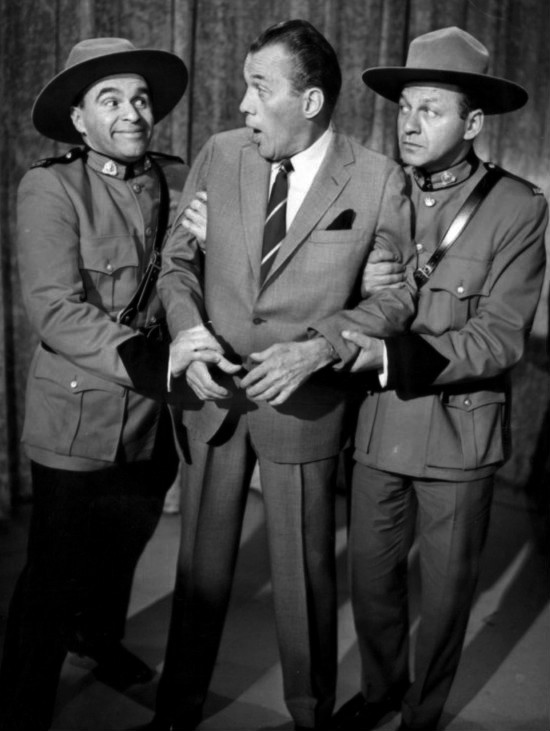
Disfressats de Policia Muntada atrapen Ed Sullivan al seu xou a Toronto en 1963.

En 1958 van signar un contracte d'un any amb Ed Sullivan per aparèixer regularment a The Ed Sullivan Show per $7.500 per xou;:149 que incloïa un acord d'encaixada de mans que Sullivan no tallaria o editaria els seus números que tendien a durar 12 minuts o més; el seu primer sketch va ser un repetició de 14 minuts del número que havien fet per a la televisió britànica i CBC, "Rinse the Blood Off My Toga". (la cantant Eartha Kitt va preguntar un cop Frank Shuster, "Que li haveu fet a Ed Sullivan?" després que Sullivan tallés una de les seves cançons del programa, però va deixar intacte el sketch de 12 minuts de Wayne & Shuster.) L'única vegada que Sullivan va preguntar per a una edició era per eliminar un acudit sobre els linxaments del Sud; li preocupava ofendre les estacions de la xarxa al sud dels Estats Units.:150 A Sullivan li encantava en duet canadenc i va renovar llur contracte repetidament; van aparèixer a The Ed Sullivan Show un total de 67 vegades en els darrers 11 anys. Més tard Frank Shuster ho va qüestionar, dient al crític de televisió Jim Bawden que Vam estar a l'Ed 58 vegades. Els llibres de rècords diuen que 67, però això està equivocat.
Ed Sullivan els va aconsellar, malgrat el seu èxit als Estats Units, de romandre a Toronto. Ells van prendre el seu consell i van rebutjar moltes ofertes per traslladar-se als Estats Units de manera permanent. Als anys posteriors, Shuster sovint va explicar la història d'un agent que va intentar que es moguessin a Hollywood insistint: "Saps, Frank, hi ha més a la vida que felicitat.":152
Independentment de la seva adreça domèstica, el 1962, i de nou el 1963, van ser classificats com la millor rutina de comèdia a Amèrica per Motion Picture Daily and Television Today, i van ser co-protagonistes d'una sitcom de CBS, Holiday Lodge, que es va emetre com a reemplaçament d'estiu de [i va ser produïda per] Jack Benny el 1961.
En 1964, Wayne & Shuster va crear una sèrie de sis curts documentals per a CBC Television (més tard presentats a la CBS durant la temporada d'estiu de 1966) sobre comediants com W. C. Fields i els germans Marx, amb música de John Williams, titulada Wayne & Shuster Take an Affectionate Look at... Van fer sis episodis més l'any següent. In 1965 The Wayne & Shuster Hour va guanyar la Rosa de Plata en el festival de televisió de la Rose d'Or.
A la dècada dels seixanta, es van passar d'un programa setmanal de televisió als especials mensuals de comèdia Wayne & Shuster a CBC Television. A la dècada de 1970, produïen entre tres i quatre especials de comèdia per any, que sovint van atraure més de dos milions d'espectadors segons els analistes televisius canadencs.:135
Els números de Wayne i Shuster solien emprar grans repartiments de personatges, i entre els actors de suport hi havia els actors canadencs Don Cullen, Jack Duffy, Tom Harvey, Bill Kemp, Paul Kligman, Ben Lennick, Sylvia Lennick, Peggi Loder, Les Rubie, Eric Christmas, Joe Austin, Larry Mann, Paul Soles, Marilyn Stuart, Roy Wordsworth, John Davies, Carol Robinson, Lou Pitoscia, Peggy Mahon, Don Ewer i Keith Hampshire. Durant molts anys, el seu director musical va ser l'artista canadenc de jazz Norman Amadio.
Wayne i Shuster eren famosos pels seus arguments vociferants durant les sessions de guió, producció de televisió i sessions d'edició.:137 Especialment Wayne era particularment exigent durant la producció i sovint portava a l0'equip de l'estudi les errades percebudes.:142 Els tècnics sovint van respondre negant-se a treballar hores extraordinàries al final del dia.:142 Durant un sketch, alguns membres de l'equip van rebre instruccions de tirar fruites i verdures a ambdós comediants de fora de la càmera. En canvi, l'equip només va llançar fruita a Wayne.:138 Un director de pis recordava Wayne com "dues persones. Al pis [estudi] era un fill de puta, però fora era un dels nois més encantadors que et podries trobar.":138 Malgrat la seva reputació temperamental a l'estudi, tots dos eren amables, reflexius i acollidors fora de la feina.
A causa de la seva naturalesa combativa a l'estudi, ambdós van acordar no barrejar-se socialment. Poc després que el seu programa de ràdio de CBC es popularitzés, Wayne va dir a Shuster que estava organitzant una festa, però que no anava a convidar-lo "perquè sempre estem junts i començarem a fer negocis. Per tant, a l'infern amb això.":141 Shuster hi va estar d'acord i, a partir d'aquest moment, van portar vides completament separades del treball, amb interessos i aficions diferents.

## Darrers anys
A finals de la dècada de 1970, els crítics van considerar la seva comèdia irrellevant i obsoleta, però les seves audiències de televisió canadenques es van mantenir fortes. El 1980 CBC va tornar a editar el seu material en 80 especials de mitja hora.
La parella va continuar produint comèdies especials fins a la mort de Wayne per càncer el 1990. Després de la mort de Wayne, Shuster va tornar a la suite d'edició i, des dels gairebé 40 anys dels seus programes de televisió, va produir una sèrie retrospectiva de vint-i-dos espectacles, que també va presentar.:153 El 1999, tres anys abans de la seva mort, va presentar un compendi d'una hora del seu treball, "Wayne & Shuster: The First Hundred Years".

## Premis

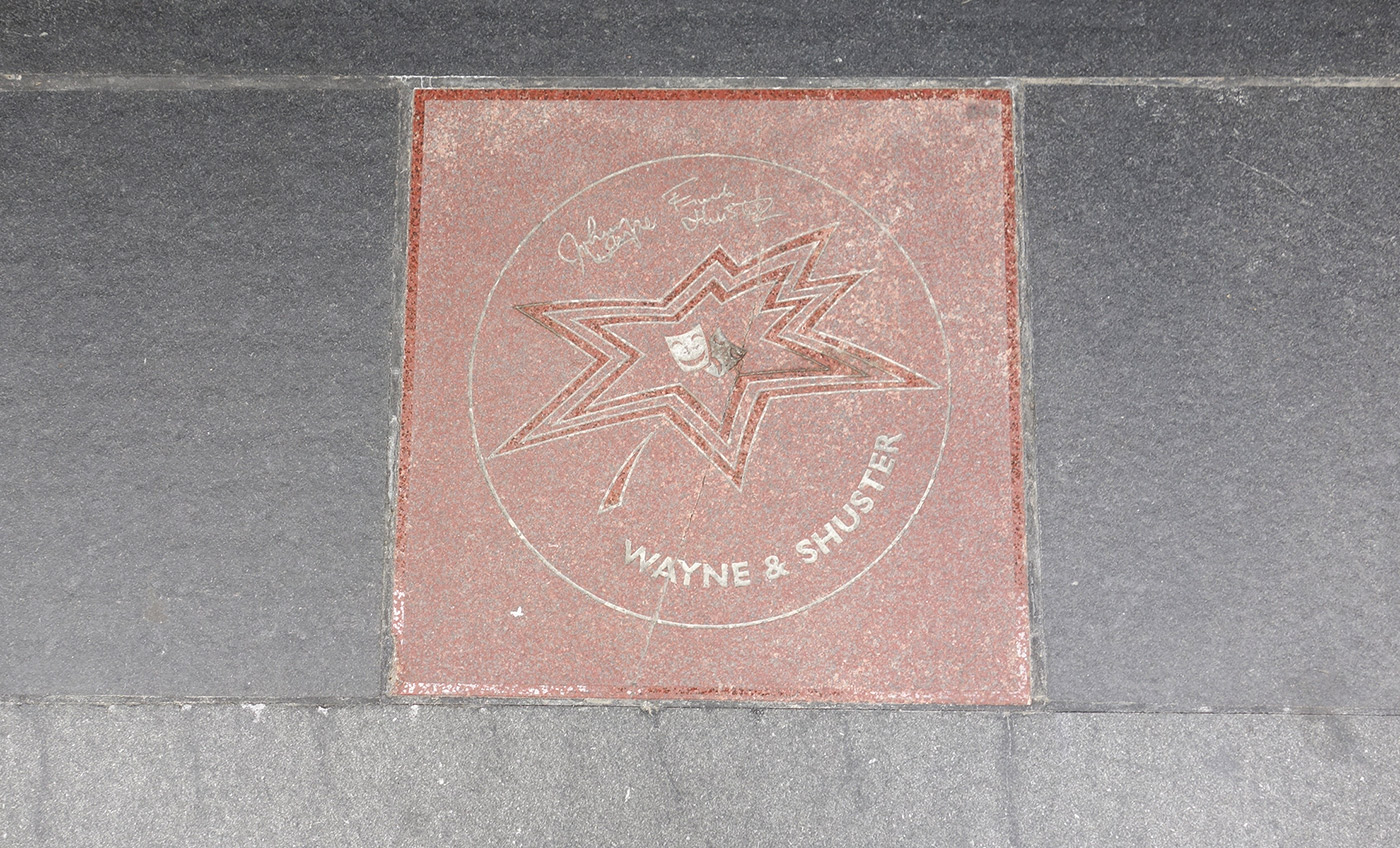
Placa de Wayne & Shuster a Roy Thomson Hall

- Després de la mort de Wayne en 1990, el duet va rebre un premi Gèminis especial per llur destacada contribució a la televisió canadenca.
- En 1996, Shuster va acceptar el Premi Margaret Collier per a la comèdia escrita del duo
- El 1996, Shuster va ser nomenat oficial de l'Orde del Canadà.
- El 1999, Wayne i Shuster foren introduïts al Passeig de la Fama del Canadà.
- En 2012 el duo fou reconegut amb una placa Heritage Toronto a la seva antiga escola secundària, Harbord Collegiate Institute.

## Altres mitjans
En 2000 el grup musical australià The Avalanches va crear una cançó titulada "Frontier Psychiatrist", que fou construïda sobre diverses mostres de material gravat anteriorment, la més notable del sketch de Wayne i Shuster "Frontier Psychiatrist". (Els clips d'àudio de dos altres sketchs de Wayne i Shuster també es van utilitzar per crear la pista, juntament amb mostres de desenes de peces de música.) "Frontier Psychiatrist" va ser llançat com a single i es va convertir en un èxit al Regne Unit, arribant al número 18 de les llistes. Johnny Wayne vocalitza la tonada repetida de la cançó "that boy needs therapy"; Wayne i Frank Shuster són les veus destacades dels versos un i dos.